# Густав Філіпсен
Густав Філіпсен (дан. Gustav Philipsen; 27 жовтня 1853 — 3 лютого 1925) — датсько-єврейський бізнесмен і політик. Філіпсен став кандидатом права в 1875 році, співвласником видавництва PG Philipsen в 1877 році і головою Nordisk Forlag в 1892 році. Після злиття з Gyldendalske Boghandel став членом правління в 1903 році та головою нової компанії в 1919 році. Філіпсен був членом парламенту з 1898 по 1903 рік як ліберал. Будучи членом громадянського представництва в Копенгагені з 1893 року, він мав великий вплив на муніципальну політику. Філіпсен прагнув стабілізувати ринок праці.

## Зовнішні посилання
- Густав Філіпсен на gravsted.dk (дан.)
- Carlquist, Gunnar, red. (1937). Svensk uppslagsbok. Bd 21. Malmö: Svensk uppslagsbok AB. s. 584.